# Chalcides pulchellus
Chalcides pulchellus là một loài thằn lằn trong họ Scincidae. Loài này được Mocquard mô tả khoa học đầu tiên năm 1906.